# Pleșoi
Pleșoi est une commune roumaine située dans le județ de Dolj.